# Романс (рассказ Виктора Цоя)
«Романс» — рассказ Виктора Цоя. Написан в феврале 1987 года в котельной «Камчатка». При жизни автора не издавался, впервые читатели познакомились с ним в 1997 году в обновлённой версии книги «Виктор Цой. Стихи. Документы. Воспоминания».
Произведение напоминает «наркотическое бодрствование» героев «Иглы», только в «Романсе» — сверхсюрреализм и сверхабстракция. Рассказ достаточно сложен для понимания и отличается необычным использованием художественных образов и странностью мира, в котором пребывает его герой. Автор использовал приёмы нонсенса и сюжеты видеофильмов 1990-х годов.

Проходя мимо слабо освещённой телефонной будки, Он вдруг заметил в ней какую-то странность. Рывком оттащив прислонившегося к ней спящего человека, Он открыл скрипящую дверь и увидел: на телефонном диске вместо цифр — буквы и геометрические фигуры. Он достал записную книжку, набрал номер: В, А, квадрат, Г, треугольник и почти сразу услышал радостный, знакомый голос:
Это ты?
Это Он?
Это ты?

Это Он?— В. Цой, «Романс»